# Schlacht bei Arnay-le-Duc
Die Schlacht bei Arnay-le-Duc fand am 27. Juni 1570 in der Nähe der gleichnamigen Stadt im heutigen Département Côte-d’Or statt. Es kam zum Kampf zwischen einer 4000 Mann starken protestantischen Truppe unter dem Kommando von Gaspard II. de Coligny und einer 12.000 Mann starken königlichen Armee unter dem Kommando von Marschall Artus de Cossé-Brissac. Die Schlacht endete mit einem protestantischen Sieg.
Die Schlacht bei Arnay-le-Duc war die erste Schlacht, an der der 16-jährige Heinrich von Navarra, der spätere König Heinrich IV., teilnahm. Trotz der Einwände des Generalstabs erhielt er dessen Zustimmung und übernahm an der Seite des brillanten Soldaten Ludwig von Nassau-Dillenburg das Kommando über den ersten Angriff.